# 56 Жирафа
56 Жирафа (лат. 56 Camelopardalis), HD 68457 — двойная звезда в созвездии Большой Медведицы на расстоянии (вычисленном из значения параллакса) приблизительно 493 световых лет (около 151 парсека) от Солнца. Видимая звёздная величина звезды — +6,483m.

## Характеристики
Первый компонент — белая звезда спектрального класса A7Vm. Радиус — около 4,16 солнечных, светимость — около 49,74 солнечных. Эффективная температура — около 7316 К.